# 东园站 (北京市)

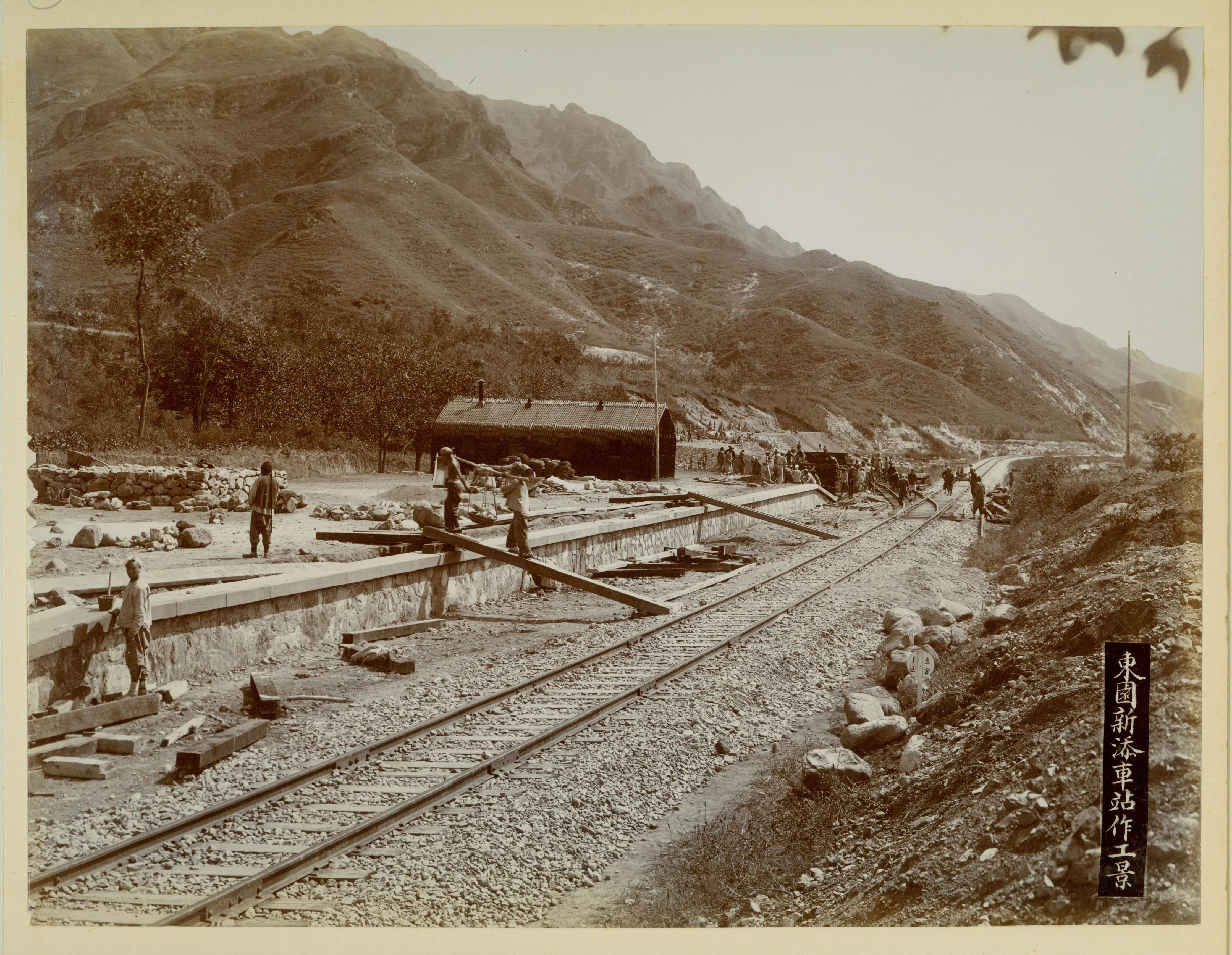
东园站建造照片

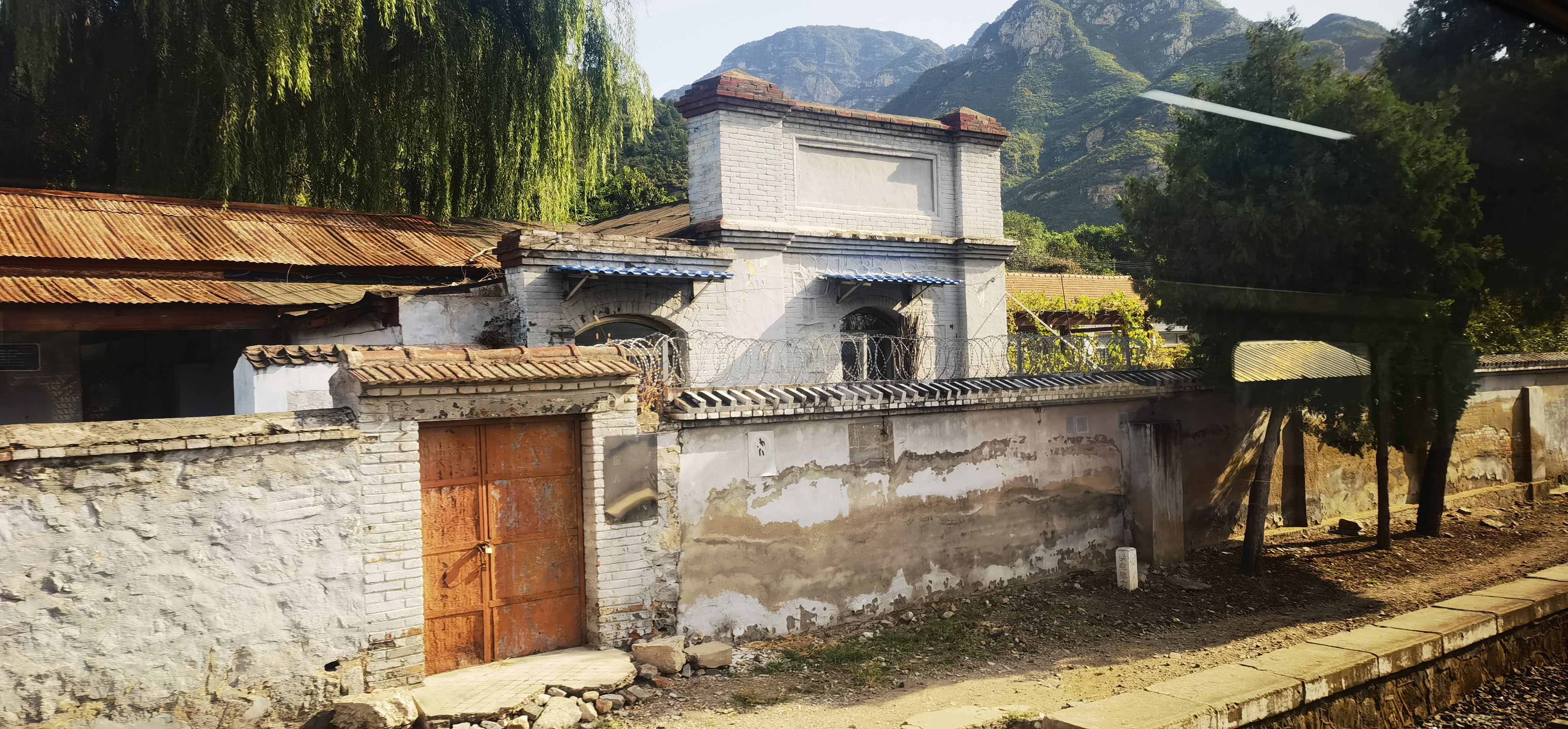
东园站第一代站房

东园站是京包铁路（原京张铁路）上的一个小火车站，站址在北京市昌平区东园村，邮政编码102202，是建于1912年的增设车站。离北京站70公里，离包头站762公里，隶属中国铁路北京局集团有限公司管辖。现为四等站。